# 리비손돌리
리비손돌리(이탈리아어: Rivisondoli)는 이탈리아 아브루초주 라퀼라도에 있는 코무네이며 스키 리조트이다.